# بخش زند

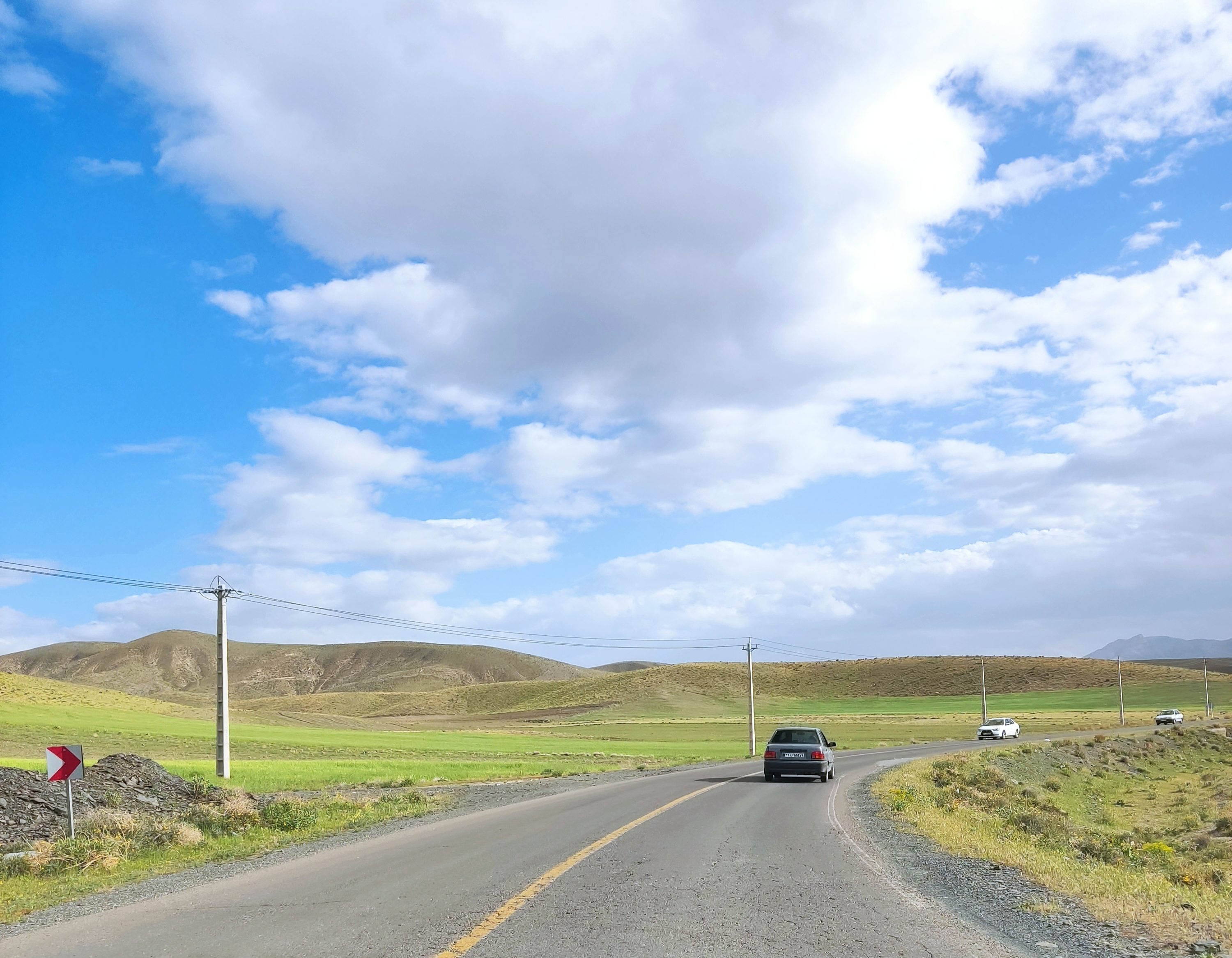
جاده‌های روستایی بخش زند

بخش زند یکی از بخش‌های تابعه شهرستان ملایر در استان همدان و با مرکزیت زنگنه است. اکثر مردم منطقه لر می باشند و به زبان لری سخن می گویند. روستاهای بخش زند، در مسیر دو سرشاخه رودخانه کرخه، بلندترین رود ایران ایجاد شده، که در سال ۱۳۸۹ بر روی یکی از سرشاخه ها، سد کریم خان زده شد. با وجود پتانسیلهای کشاورزی، طبیعی و گردشگری این بخش یکی از محروم ترین مناطق شهرستان ملایر بوده و روند جمعیتی آن نیز به سمت کاهشی بوده است.
| Administrative Divisions | 1385   | 1390   | 1395   |
| ------------------------ | ------ | ------ | ------ |
| دهستان کمازان علیا       | 4,434  | 3,564  | 2,964  |
| دهستان کمازان سفلی       | 4,985  | 4,405  | 3,776  |
| دهستان کمازان وسطی       | 4,163  | 3,486  | 2,658  |
| زنگنه (شهر)              | 844    | 725    | 621    |
| جمع                      | 14,426 | 12,180 | 10,019 |

## تقسیمات کشوری
- بخش زند
  - دهستان کمازان سفلی
    -       - روستای  بیاتان سفلی
      - روستای بیاتان علیا
      - روستای بیدکرپه علیا
      - روستای بیدکرپه وسطی
      - روستای بیدکرپه سفلی
      - روستای پاتپه گونسبان
      - روستای قلعه نوگونسبان
      - روستای ارگس سفلی
      - روستای ارگس علیا
      - روستای تله جرد سفلی
      - روستای تله جرد علیا
      - روستای دره میانه سفلی
      - روستای دره میانه علیا
      - روستای علی‌آباد
      - روستای قشلاق محمدی
      - روستای دره چنار
      - روستای ملیان
      - روستای اشمیزان
      - روستای مهدویه
      - روستای پیهان
      - روستای مصلحان (قلعه خلیفه)
      - روستای طایمه
      - روستای درودگران
      - روستای کیکله

  - دهستان کمازان علیا
    -       - روستای کمازان
      - روستای گوشه کساوند
      - روستای میشن
      - روستای کساوند
      - روستای نهندر
      - روستای احمدیه
      - روستای ده میانه
      - روستای سیاچقا
      - روستای گلپرآباد
      - روستای زنگنه سفلی

  - دهستان کمازان وسطی
    -       - روستای پری (ملایر)
      - روستای بیغش
      - روستای سنگده (ملایر)
      - روستای گرجایی
      - روستای چشمه زورق
      - روستای چشمه علی محمد
      - روستای حمزه لو سفلی
      - روستای حمزه لو علیا
      - روستای ده چانه
      - روستای قاسم آباد (ملایر)
      - روستای سرچال (شازند)

نقاط شهری: زنگنه

## جمعیت
بنابر سرشماری مرکز آمار ایران، جمعیت بخش زند شهرستان ملایر در سال ۱۳۸۵، برابر با ۱۴۷۰۶ نفر بوده است. مردم بخش زند به زبان لری سخن می‌گویند